# Gertrude Baumstark

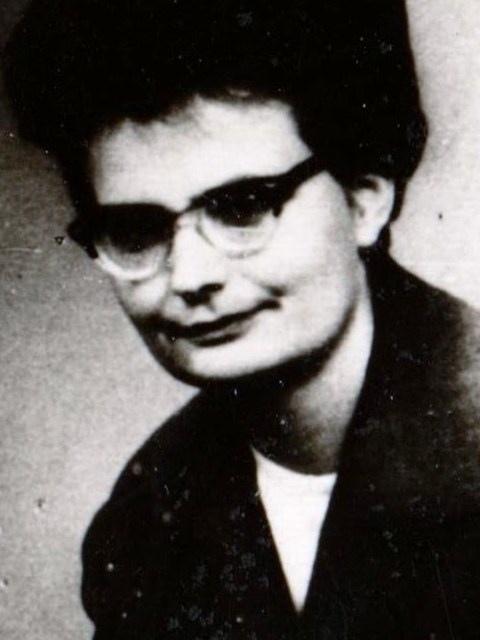
Gertrude Baumstark

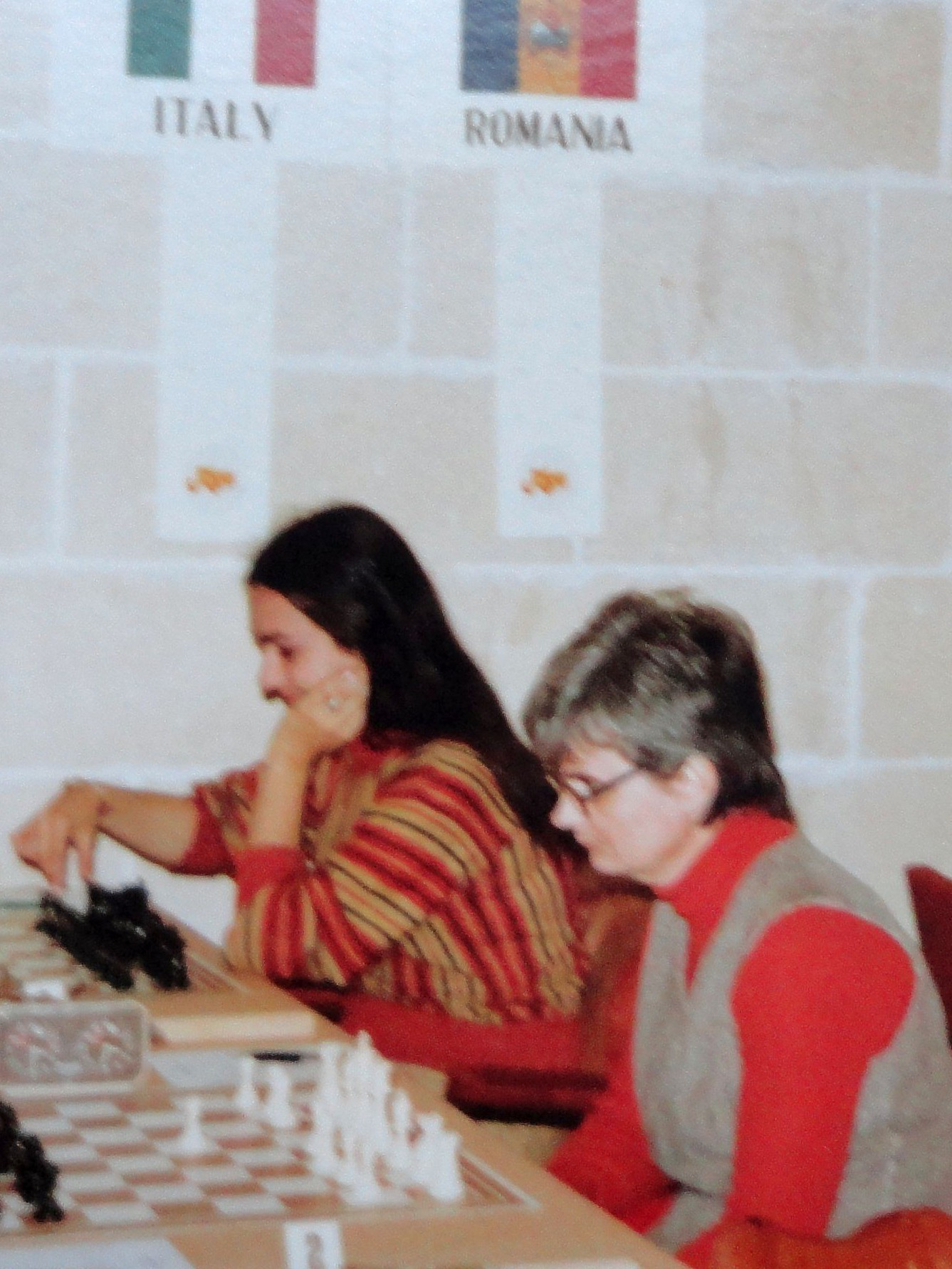
Daniela Nutu und Gertrude Baumstark, Schacholympiade 1980

Gertrude Rosemaria Baumstark (* 21. Mai 1941 in Timișoara, Königreich Rumänien; † 28. April 2020 in München) war eine rumäniendeutsche Schachmeisterin, die ab 2004 für den Deutschen Schachbund spielte. Sie trug seit 1970 den Titel einer Internationalen Meisterin (WIM) der Frauen.

## Nahschach
Baumstark nahm 1971 in Ohrid, 1973 auf Menorca, 1976 in Tiflis und 1979 in Alicante an Interzonenturnieren zur Frauenweltmeisterschaft teil. 1967 und 1981 gewann sie die rumänische Einzelmeisterschaft der Frauen.
Mit der rumänischen Frauennationalmannschaft nahm sie an fünf Schacholympiaden teil: 1969, 1972, 1974, 1978 und 1980. Sie belegte mit der Mannschaft 1972 in Skopje und 1974 in Medellín den zweiten Platz. 1978 gewann sie in Buenos Aires für ihr Einzelergebnis die Silbermedaille.
Im Jahre 1997 übersiedelte Gertrude Baumstark nach Deutschland zu ihrer Mutter und ihrer Schwester. Ihre Schachkarriere ließ sie in der 2. Frauen-Bundesliga bei der Schachgesellschaft Augsburg ausklingen.
Ihre höchste Elo-Zahl von 2245 erreichte Gertrude Baumstark im Januar 1990, ihre letzte Elo-Zahl betrug 1981.

## Fernschach
Gertrude Baumstark spielte auch Fernschach. 
Bei der ersten Fernschach-Weltmeisterschaft der Frauen, die von 1968 bis 1971 ausgetragen wurde, belegte sie Platz 9. Olga Rubzowa wurde damals Weltmeisterin.